# Nitrato de hierro(II)
El nitrato de hierro(II) también llamado nitrato ferroso es un nitrato de hierro que es un sólido verde y es inestable al calor a temperatura ambiente. Es una sal de fórmula Fe(NO3)2. Cuando se calienta se oxida a nitrato de hierro(III). Se prepara haciendo reaccionar hierro metálico con ácido nítrico diluido frío que produce el hexahidrato verde, si se hace por debajo de los -10 °C forma el anhídrido que se descompone de nuevo al hexahidrato cuando vuelve a temperatura ambiente.